# Arquidiócesis de Regina
La arquidiócesis de Regina (en latín: Archidioecesis Reginaten(sis) y en inglés: Roman Catholic Archdiocese of Regina) es una circunscripción eclesiástica latina de la Iglesia católica en Canadá, sede metropolitana de la provincia eclesiástica de Regina. La arquidiócesis tiene al arzobispo Donald Joseph Bolen como su ordinario desde el 11 de julio de 2016. 

## Territorio y organización

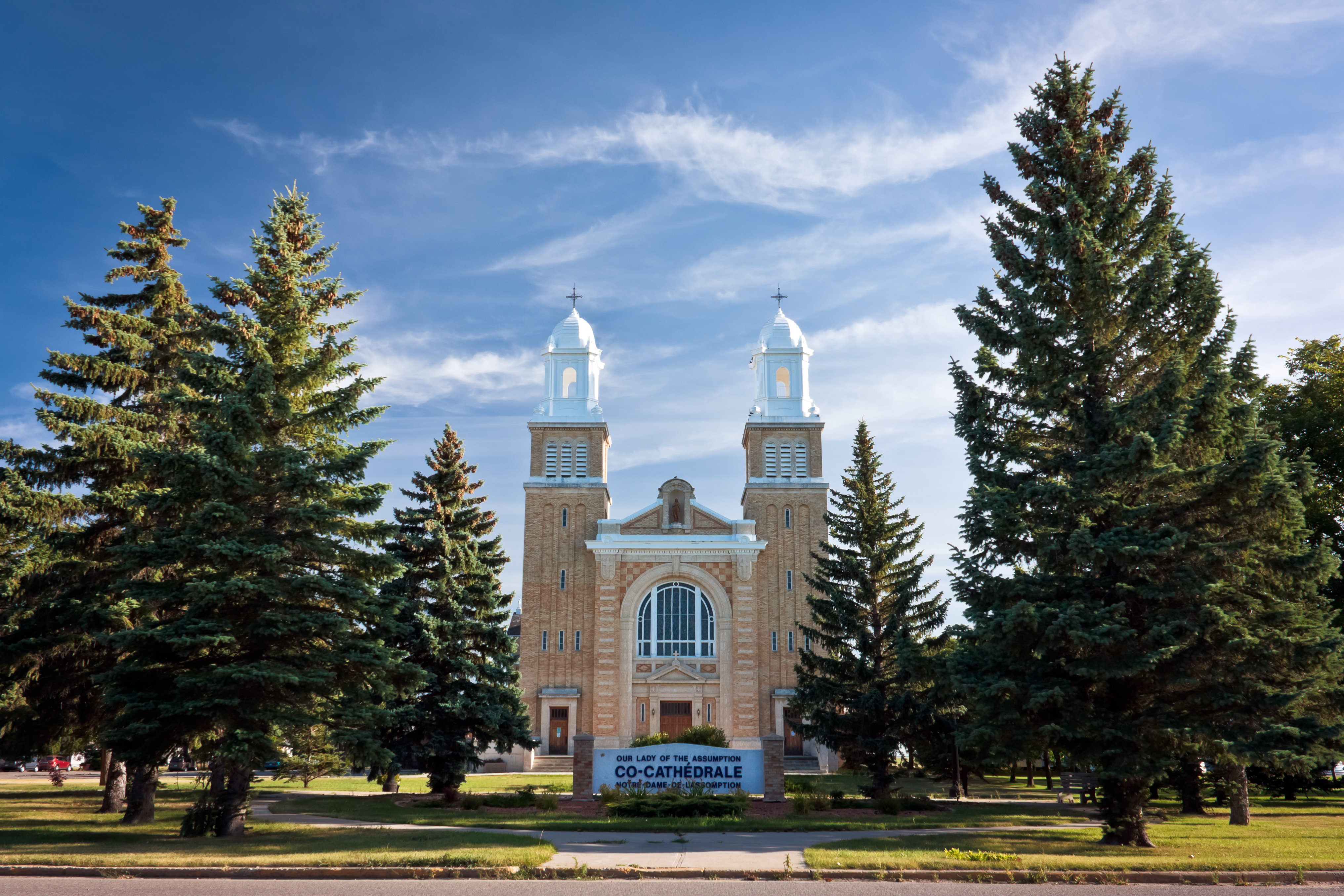
Concatedral de Nuestra Señora de la Asunción, Gravelbourg

La arquidiócesis tiene 151 375 km² y extiende su jurisdicción sobre los fieles católicos de rito latino residentes en la parte meridional de la provincia de Saskatchewan.
La sede de la arquidiócesis se encuentra en la ciudad de Regina, en donde se halla la Catedral del Santo Rosario. En Gravelbourg se encuentra la Concatedral de Nuestra Señora de la Asunción.
En 2020 en la arquidiócesis existían 141 parroquias.
La arquidiócesis tiene como sufragáneas a las diócesis de: Prince Albert y Saskatoon.

## Historia
La diócesis de Regina fue erigida el 4 de marzo de 1910, obteniendo el territorio de la arquidiócesis de Saint-Boniface, de la que originalmente era sufragánea.
El 4 de diciembre de 1915 fue elevada al rango de arquidiócesis metropolitana con la bula Inter praecipuas del papa Benedicto XV.
El 31 de enero de 1930 cedió una parte de su territorio para la erección de la diócesis de Gravelbourg mediante la bula Universa christifidelium del papa Pío XI, pero esta diócesis fue suprimida el 14 de septiembre de 1998, dividiendo su territorio entre la arquidiócesis de Regina y la diócesis de Saskatoon.

## Estadísticas
De acuerdo al Anuario Pontificio 2021 la arquidiócesis tenía a fines de 2020 un total de 140 800 fieles bautizados.
| Año                                                                             | Población            | Población | Población      | Sacerdotes | Sacerdotes    | Sacerdotes    | Bautizados por sacerdote | Diáconos permanentes | Religiosos | Religiosos | Parroquias |
| Año                                                                             | Bautizados católicos | Total     | % de católicos | Total      | Clero secular | Clero regular | Bautizados por sacerdote | Diáconos permanentes | Varones    | Mujeres    | Parroquias |
| ------------------------------------------------------------------------------- | -------------------- | --------- | -------------- | ---------- | ------------- | ------------- | ------------------------ | -------------------- | ---------- | ---------- | ---------- |
| 1950                                                                            | 70 000               | 425 000   | 16.5           | 175        | 101           | 74            | 400                      |                      | 74         | 385        | 225        |
| 1966                                                                            | 100 000              | 435 000   | 23.0           | 176        | 102           | 74            | 568                      |                      | 136        | 477        | 101        |
| 1970                                                                            | 100 000              | 435 000   | 23.0           | 163        | 98            | 65            | 613                      |                      | 85         | 350        | 101        |
| 1976                                                                            | 91 325               | 431 906   | 21.1           | 137        | 78            | 59            | 666                      |                      | 62         | 294        | 193        |
| 1980                                                                            | 92 000               | 435 000   | 21.1           | 139        | 88            | 51            | 661                      |                      | 56         | 270        | 188        |
| 1990                                                                            | 126 500              | 461 000   | 27.4           | 110        | 75            | 35            | 1150                     |                      | 39         | 178        | 176        |
| 1999                                                                            | 127 710              | 454 865   | 28.1           | 111        | 85            | 26            | 1150                     |                      | 31         | 187        | 167        |
| 2000                                                                            | 127 750              | 454 890   | 28.1           | 96         | 77            | 19            | 1330                     | 2                    | 24         | 170        | 167        |
| 2001                                                                            | 126 000              | 448 000   | 28.1           | 86         | 75            | 11            | 1465                     | 3                    | 16         | 145        | 167        |
| 2002                                                                            | 126 000              | 448 000   | 28.1           | 94         | 79            | 15            | 1340                     | 2                    | 20         | 150        | 165        |
| 2003                                                                            | 126 000              | 448 000   | 28.1           | 100        | 88            | 12            | 1260                     | 3                    | 17         | 128        | 167        |
| 2004                                                                            | 120 000              | 392 000   | 30.6           | 98         | 83            | 15            | 1224                     | 3                    | 21         | 119        | 168        |
| 2010                                                                            | 125 800              | 412 000   | 30.5           | 102        | 88            | 14            | 1233                     | 2                    | 19         | 79         | 167        |
| 2014                                                                            | 131 000              | 432 000   | 30.3           | 93         | 73            | 20            | 1408                     | 2                    | 27         | 64         | 167        |
| 2017                                                                            | 135 485              | 446 160   | 30.4           | 88         | 72            | 16            | 1539                     | 4                    | 21         | 56         | 147        |
| 2020                                                                            | 140 800              | 463 700   | 30.4           | 84         | 68            | 16            | 1676                     | 12                   | 20         | 49         | 141        |
| Fuente: Catholic-Hierarchy, que a su vez toma los datos del Anuario Pontificio. |                      |           |                |            |               |               |                          |                      |            |            |            |

## Episcopologio
- Olivier Elzéar Mathieu † (21 de julio de 1911-26 de octubre de 1929 falleció)
- James Charles McGuigan † (31 de enero de 1930-22 de diciembre de 1934 nombrado arzobispo de Toronto)
- Peter Joseph Monahan † (26 de junio de 1935-6 de mayo de 1947 falleció)
- Michael Cornelius O'Neill † (4 de diciembre de 1947-26 de septiembre de 1973 retirado)
- Charles Aimé Halpin † (24 de septiembre de 1973-16 de abril de 1994 falleció)
- Peter Joseph Mallon † (9 de junio de 1995-30 de marzo de 2005 retirado)
- Daniel Joseph Bohan † (30 de marzo de 2005-15 de enero de 2016 falleció)
- Donald Joseph Bolen, desde el 11 de julio de 2016